# Карвер (місячний кратер)
Кра́тер Ка́рвер (лат. Carver) — великий метеоритний кратер у південній півкулі зворотного боку Місяця. Назву присвоєно на честь американського ботаніка, міколога, хіміка, педагога, учителя і проповідника Джорджа Вашингтона Карвера (прибл. 1865—1943); затверджена Межнародним астрономічним союзом у 1970 році. Утворення кратера відбулось у нектарському або ранньоімбрійському періоді.

## Опис кратера

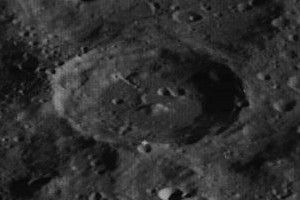
Світлина зонда Lunar Orbiter — III.

Найближчими сусідами кратера є кратер Ван дер Ваальс на заході; кратер Росселанд на північному сході; кратер Рош на сході; кратер Козирєв на півдні південному сході і кратер Пікельнер на південному заході. Селенографічні координати центру кратера 43°28′ пд. ш. 127°36′ сх. д. / 43.46° пд. ш. 127.6° сх. д., діаметр 62,5 км, глибина 2,7 км.
Кратер Карвер лежить усередині басейну Південний Полюс — Ейткен, має циркулярну форму, помірно зруйнований, південна частина кратера частково перекриває сателітний кратер Карвер M (див. нижче). Вал кратера є дещо згладжений і перекритий безліччю дрібних кратерів, широкий внутрішній схил валу зберіг сліди терасоподібної структури. Висота валу над навколишньою місцевістю сягає 1200 м, об'єм кратера становить близько 2900 км³. Дно чаші є відносно рівним, його діаметр становить приблизно половину діаметра кратера, у південно-західній частині чаші є помітна пара здвоєних кратерів; у східній частині чаші розташовано декілька борозен, утворених ланцюжками кратерів. У центрі чаші розташовується група невисоких центральних піків.

## Сателітні кратери
| Карвер | Координати                                                  | Діаметр, км |
| ------ | ----------------------------------------------------------- | ----------- |
| L      | 45°47′ пд. ш. 128°48′ сх. д. / 45.78° пд. ш. 128.8° сх. д.  | 24,6        |
| M      | 45°40′ пд. ш. 127°26′ сх. д. / 45.66° пд. ш. 127.43° сх. д. | 80,4        |

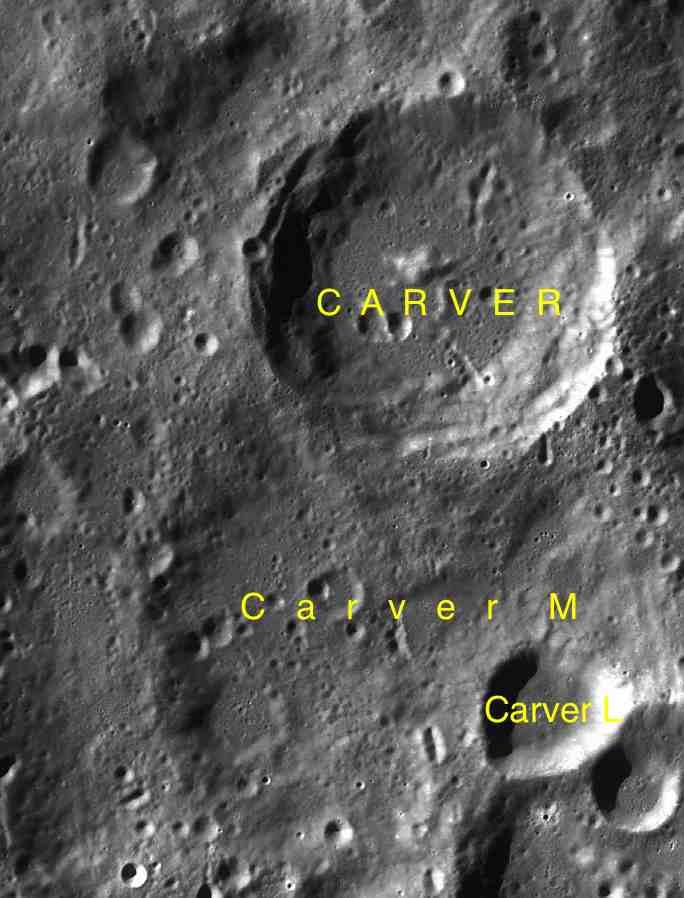
Фрагмент мапи LAC-117

- Сателітний кратер Карвер К у 1997 році було перейменовано Міжнародним астрономічним союзом на кратер Козирєв[en].
- Утворення сателітного кратера Карвер L відбулось у пізньоімбрійському періоді[1].
- Утворення сателітного кратера Карвер M відбулось у донектарському періоді[1].